# Dordtse derby
De Dordtse derby was een voetbalwedstrijd tussen de clubs D.F.C., EBOH en Emma. Alle clubs komen uit de stad Dordrecht. Rond de start van het profvoetbal in Nederland kwamen de clubs uit in verschillende divisies. Emma was de eerste Dordtse club die het betaalde voetbal verliet in 1958. In 1962 volgde EBOH het voorbeeld na een aantal seizoenen in de Eerste- en Tweede divisie. D.F.C. bleef het profvoetbal trouw en werd in 1972 volledig professioneel. De club werd omgedoopt tot FC Dordrecht. Op enkele seizoenen na komt die club vooral uit in de Eerste divisie.

## Uitslagen

### D.F.C. – EBOH
| Seizoen | Competitie         | Thuisploeg | Uitslag | Uitploeg | Doelpuntenmakers                                                            | Doelpuntenmakers              |
| Seizoen | Competitie         | Thuisploeg | Uitslag | Uitploeg | Thuisploeg                                                                  | Uitploeg                      |
| ------- | ------------------ | ---------- | ------- | -------- | --------------------------------------------------------------------------- | ----------------------------- |
| 1956/57 | Eerste divisie B   | D.F.C.     | 5–1     | EBOH     | Wim de Groot (2x), Jan de Jager (2x, 1x p), Jan Versteeg (p)                | Wim Kwakernaat                |
| 1956/57 | Eerste divisie B   | EBOH       | 1–2     | D.F.C.   | Jan Schoon                                                                  | Jan Everse sr. (2x)           |
| 1956/57 | KNVB beker 1956/57 | D.F.C.     | 3–0     | EBOH     | Niet bekend                                                                 |                               |
| 1960/61 | KNVB beker 1960/61 | D.F.C.     | 6–2     | EBOH     | Wim de Kreek (2x), Joop van Linstee (2x), Freek Bellaard, Fons van Rosmalen | Leen de Visser, Dick de Boeff |
| 1961/62 | KNVB beker 1961/62 | D.F.C.     | 3–0     | EBOH     | Leen de Visser (2x), Hans de Vos (p)                                        |                               |

### D.F.C. – Emma
| Seizoen | Competitie      | Thuisploeg | Uitslag | Uitploeg | Doelpuntenmakers                                       | Doelpuntenmakers                                       |
| Seizoen | Competitie      | Thuisploeg | Uitslag | Uitploeg | Thuisploeg                                             | Uitploeg                                               |
| ------- | --------------- | ---------- | ------- | -------- | ------------------------------------------------------ | ------------------------------------------------------ |
| 1954/55 | Eerste klasse D | D.F.C.     | n.v.t.  | Emma     | Wedstrijd is niet gespeeld, competitie werd afgebroken | Wedstrijd is niet gespeeld, competitie werd afgebroken |
| 1954/55 | Eerste klasse D | Emma       | 0–2     | D.F.C.   |                                                        | Jan de Jager (2x)                                      |
| 1955/56 | Hoofdklasse B   | D.F.C.     | 2–2     | Emma     | Hans de Vos, Jan Advocaat                              | Leo Veldhuis, Janus van der Gijp                       |
| 1955/56 | Hoofdklasse B   | Emma       | 1–7     | D.F.C.   | Wim van der Gaag                                       | Piet van Es (5x), Jan de Jager, Jan Advocaat           |

### EBOH – Emma
| Seizoen | Competitie         | Thuisploeg | Uitslag | Uitploeg | Doelpuntenmakers                 | Doelpuntenmakers |
| Seizoen | Competitie         | Thuisploeg | Uitslag | Uitploeg | Thuisploeg                       | Uitploeg         |
| ------- | ------------------ | ---------- | ------- | -------- | -------------------------------- | ---------------- |
| 1956/57 | KNVB beker 1956/57 | Emma       | 1–3     | EBOH     | Niet bekend                      | Niet bekend      |
| 1957/58 | Tweede divisie A   | EBOH       | 1–1     | Emma     | Hans de Vos                      | Jur van der Gijp |
| 1957/58 | Tweede divisie A   | Emma       | 3–1     | EBOH     | Leen Hubert (2x), Leen de Visser | Wim Kwakernaat   |